# Rune Grammofon
Rune Grammofon ist ein norwegisches Plattenlabel, das 1998 gegründet wurde.

## Geschichte und Ausrichtung
Das Label Rune Grammofon wurde 1998 von Rune Kristoffersen gegründet und hat seinen Sitz in Oslo. Es ist ein Ein-Mann-Unternehmen. Im November 2003 beging das Label das Erscheinen seines dreißigsten Albums mit der Publikation eines Buches, ergänzt um  eine Doppel-CD-Kompilation. 2010 erschien das 100. Rune-Grammofon-Album.
Das Label veröffentlicht vorrangig Musik von norwegischen Künstlern. Die für Rune Grammofon charakteristische Musik umspannt Ambient, experimentelle Elektronik, Neue Improvisationsmusik, Progressive Rock und Jazz.
Von 2000 bis 2005 wurden die Alben von ECM vertrieben, was den Künstlern zu erhöhter Aufmerksamkeit beim Publikum verhalf. Inzwischen werden sie in Deutschland von Cargo Records vertrieben.

## Künstler bei Rune Grammofon
Bei Rune Grammofon erscheint Musik der Improvisationsgruppe Supersilent von Arve Henriksen sowie die Solo-Projekte ihrer Mitglieder wie das Projekt Deathprod. Weitere Künstler, die mit dem Label zusammenarbeiten, sind u. a.: Shining, Bushman’s Revenge, Susanna and the Magical Orchestra, Jono El Grande, Skyphone, Alog, Phonophani und Food, Sidsel Endresen, Motorpsycho und Stian Westerhus. Außerdem brachte das Label Alben von Magne Furuholmen, Kjetil Bjerkestrand und Freddie Wading (Hermetic, 1999), der Band Spunk (1999), Fartein Valen (1999), Luigi Archetti/Bo Wiget (Low Tide Digital, 2001), Arve Henriksen (Sakuteiki, 2001), dem Scorch Trio aus Raoul Björkenheim, Ingebrigt Håker Flaten und Paal Nilssen-Love (2002), von Nils Økland (Bris, 2004), dem Jazzensemble Espen Eriksen Trio sowie der Band Humcrush (aus Ståle Storløkken und Thomas Strønen) und dem Hedvig Mollestad Trio heraus. Auch Alben des schwedischen Projekts Fire! um Mats Gustafsson und dessen großformatiger Erweiterung Fire! Orchestra erscheinen bei Rune, ebenso wie dessen Duett-Aufnahme mit Colin Stetson. 2022 legte Hedvig Mollestad ihr Album Maternity Beat, eine Kooperation mit dem Trondheim Jazz Orchestra, auf dem Label vor.

## Sublabels
Rune Grammofon betreibt zwei Sublabels, Rune Arkiv und The Last Record Company.

## Artworks
Laut der Label-Website verzichtet Rune Grammofon bewusst auf Plastikhüllen für seine Alben und veröffentlicht sie als Digipaks, deren Artworks allesamt von Kim Hiorthøy entworfen werden.